# شادمهر عقيلي
شادمهر عقيلي هو مغني، كاتب أغاني وعازف إيراني ولد في 27 يناير 1973.

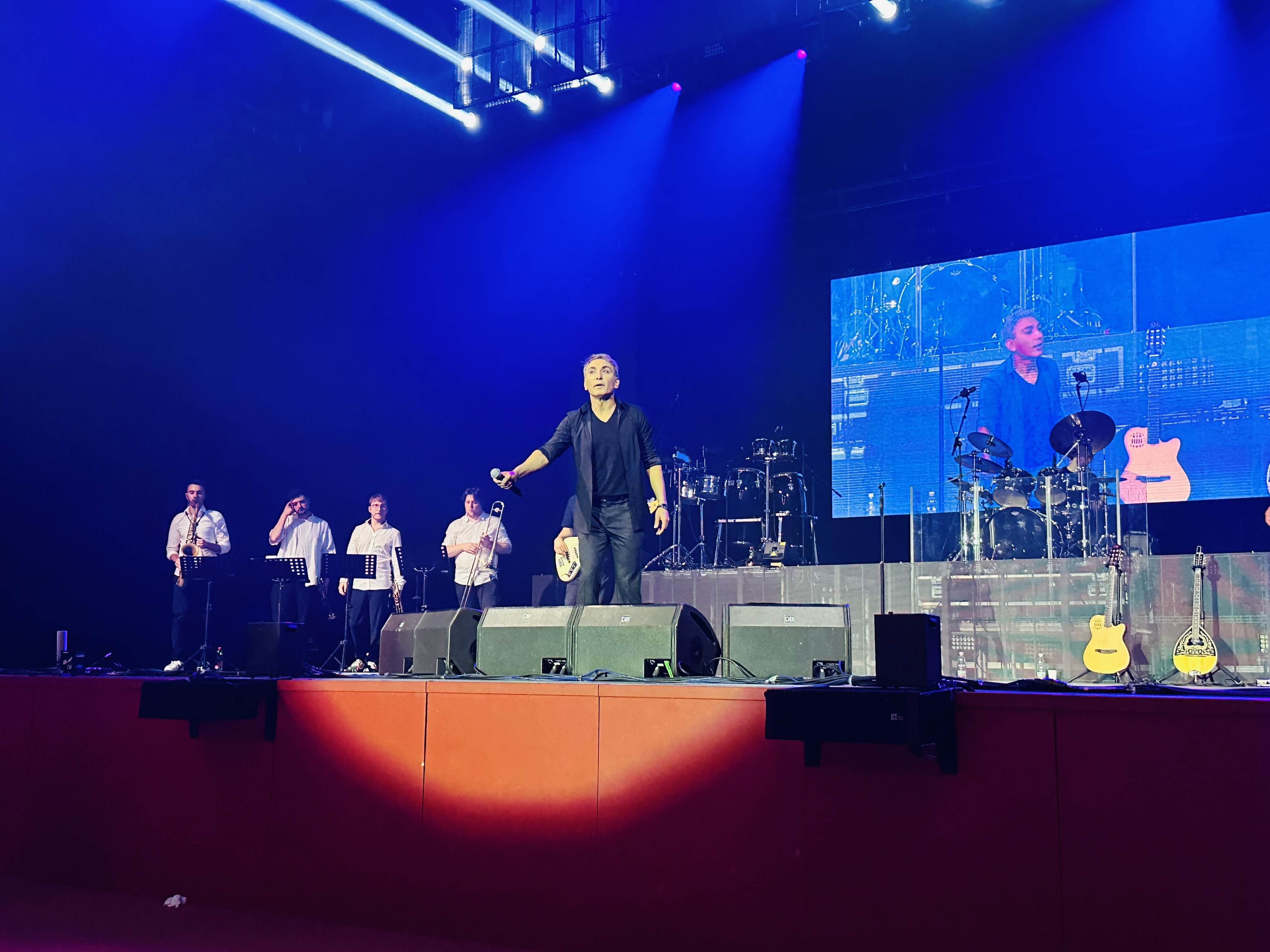
شادمهر عقيلي في فيينا نوفمبر 2023